# Albertus Bouweraerts
Albertus (Albert) Bouweraerts (Sint-Niklaas, 20 augustus 1880 - Ukkel, 1 april 1964) was een Belgisch politicus voor de Katholieke Partij.

## Levensloop
Bouweraerts studeerde aan de bisschoppelijke normaalschool van Sint-Niklaas. Hij werd leraar pedagogie aan het Sint-Thomasinstituut van Brussel en in deze functie vormde hij talrijke generaties Vlaamsgezinde onderwijs in Brussel en omgeving. Vervolgens werd hij inspecteur van het lager onderwijs in het aartsbisdom Mechelen-Brussel.
Hij vocht als vrijwilliger in de Eerste Wereldoorlog en na de oorlog werd hij bestuurslid van de Brusselse afdeling van de Katholieke Vlaamsche Landsbond. Eind 1925 volgde hij Frans Van Cauwelaert op als voorzitter van de KVL, wat hij bleef tot aan zijn dood in 1964.
Van 1939 tot 1946 was hij voor de Katholieke Partij volksvertegenwoordiger voor het arrondissement Brussel, waarna hij van 1949 tot 1954 voor de CVP provinciaal senator was van de provincie Brabant. Na de Tweede Wereldoorlog zette Bouweraerts zich in om de onrechtvaardigheden van de repressie in te perken.